# 泣けない夜も 泣かない朝も
『泣けない夜も 泣かない朝も』（なけないよるも なかないあさも）は、GARNET CROWの13枚目のシングル。2003年7月23日にGIZA studioから発売された。

## 解説
前作『クリスタル・ゲージ』から7ヶ月というスパンをかけてリリースされた作品。
ジャケットは夜の街中を背景に取り入れ、イントロにラップを取り入れている。またこの曲ではTV出演などのプロモーションがなかったがオリコンでは週間13位と比較的高いチャートポジションに初登場した。
MV撮影はGIZA本社ビル地下にあるヒルズパン工場ライブハウスで行われた。

## 収録曲
1. 泣けない夜も 泣かない朝も
  - 作詞：AZUKI七 / 作曲：中村由利 / 編曲：古井弘人

テレビ朝日系『内村プロデュース』エンディングテーマ[1]
2. For South
  - 作詞：AZUKI七 / 作曲：中村由利 / 編曲：古井弘人
3. 泣けない夜も 泣かない朝も (instrumental)

## 収録アルバム
- Crystallize 〜君という光〜（#1）
- GIZA studio Masterpiece BLEND 2003（#1）
- Best（#1）
- THE BEST History of GARNET CROW at the crest...（#1）
- GOODBYE LONELY 〜Bside collection〜 (#2)
- THE ONE 〜ALL SINGLES BEST〜（#1）